# ステクト・フレスク
ステクト・フレスク（stegt flæsk デンマーク語発音: [ˈstekt ˈflesk] ）は、豚バラ肉を揚げたデンマーク料理で、一般にジャガイモとパセリソース（persillesovs）が添えられる。この料理は「ポークストリップ」または「カリカリに揚げた豚の薄切り」と訳されることもある 。豚バラ肉がステクト・フレスクに使用され、厚さは約0.6cmにカットされる。

## デンマーク料理

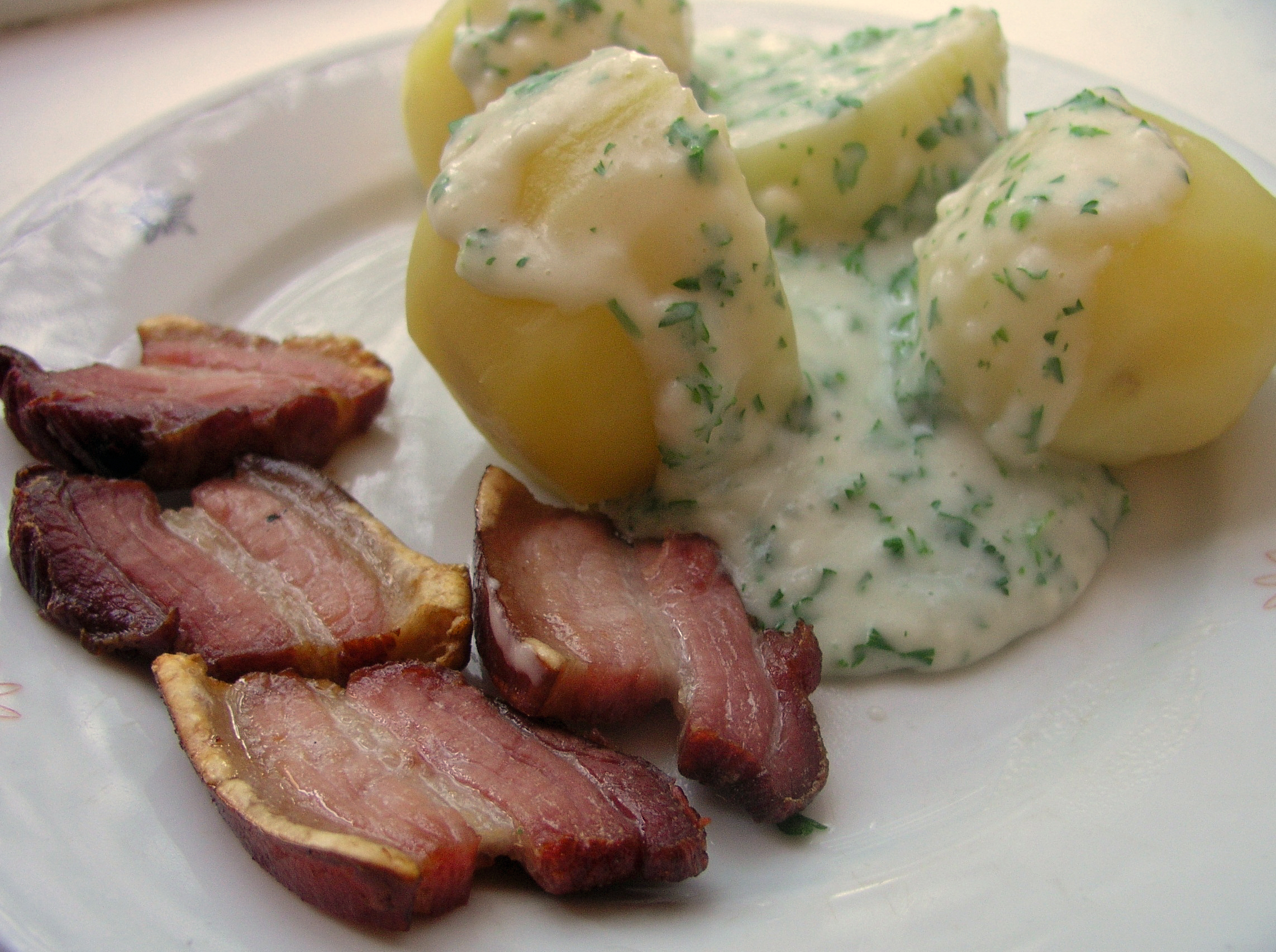
パセリソースにジャガイモを添えたStegtflæsk

ステクト・フレスクはデンマークの国民食であり、同国でとても人気のある食材の1つである。「パセリソースに豚脂のみを入れた豚脂の料理」と評されている。英国の放送局BBCの「alternative guide to Denmark」では、ステクト・フレスクのパセリソース添えとして、脂身のある豚肉のスライスを揚げたものにパセリソースと茹でたジャガイモを添えて提供されると説明している。
Stegtは「揚げた」、 flæskは「豚バラ肉の短冊」を意味する。軽く塩を振るが、燻製にはしない。ニカ・スタンデン・ヘーゼルトンによる『デンマーク料理の芸術』とエリザベス・クレイグによる『スカンジナビア料理』では、ステクト・フレスクは「ベーコンのパセリソース添え」と翻訳されている。Flæskは古い言語ガイドでは「ベーコン」とも翻訳されている。ベーコンとフレスクの主な違いは、フレスクは燻製で販売されることはなく、塩漬けでもないことが多い点である。対照的に、デンマークで「ベーコン」として販売されているものは、常に燻製され、塩漬けされている。
この料理は一年のうち決まった時期に特によく食べられる。2000年代以降、選挙の夜にステクト・フレスクを食べるという伝統が現れ出した。これは、政治家が選挙運動中に行う高尚な約束を表すために使用される蔑称用語valgflæsk （選挙豚肉）のしゃれである 。ステクト・フレスクはリンゴのコンポートが添えられることもある。
豚肉はデンマークで最も人気のある肉であり、ベーコンと豚肉の切り身は伝統的なデンマーク料理の多くの料理に使用されている。Flæskestegはポーク・クラックリング入りのローストポークで、通常は赤キャベツrødkål、グレービーソース、茹でたじゃがいもが添えられる。Flæskeæggekageは、大きな鍋に入ったスクランブルエッグに、ステクト・フレスク、チャイブ、トマト、Rugbrødライ麦パンが添えられる。Leverpostejは豚レバーのレバーパテで、温かい料理と冷たい料理の両方で提供される。Stegt medisterは、スパイスを効かせた豚のミンチソーセージにラードと刻んだタマネギを加え、フライパンで炒めて様々な調理法で食べる、1メートルもある分厚いソーセージである。BBCは、デンマーク料理は豚肉とお菓子だけに限らないが、「デンマーク国民の食事に多く含まれていると言っても過言ではない」と述べている 。また、日本のテレビ番組でステクト・フレスクをかまどで調理する手順が紹介された。

## デンマークの文化
デンマークの音楽デュオ、ジミとレネは、アルバム『Volume Four To Som Os』に「stegt flæsk med persillesovs」という曲を収録している  。デンマークのシンガーソングライター、Tobias Trierもこの料理について歌っている。デンマークの大手ポテトチップスメーカーKiMsは、stegt flæsk風味のポテトチップスを作ったこともある（現在は販売終了） 。

## 参照
- デンマーク料理
- ベーコン・アンド・キャベツ
- en:Fläskpannkaka
- 豚肉料理一覧（英語版）